# أنطونيو كال
أنطونيو كال (بالإسبانية: Antonio Sánchez de la Calle)‏ (14 أكتوبر 1978 في إسبانيا - ) هو لاعب كرة قدم إسباني في مركز الهجوم. لعب مع أتلتيكو مدريد ب وأتلتيكو مدريد وخيمناستيك طركونة ورايو فايكانو ب ورايو فايكانو وريال بلد الوليد وريكرياتيفو ونادي ألباسيتي ونادي جيرونا ونادي خيريث وTalavera CF ‏ وأتلتيكو مدريد ج ونادي أوندا وUD Socuéllamos ‏.

## وصلات خارجية
- أنطونيو كال على موقع قاعدة بيانات كرة القدم.إي يو (الإنجليزية)
- أنطونيو كال على موقع Soccerway.com (الإنجليزية)
- أنطونيو كال على موقع عالم كرة القدم.نت (الإنجليزية)
- أنطونيو كال على موقع AS.com (الإسبانية)